# Enzo Cucchi
Enzo Cucchi (Morro d'Alba, 14 novembre 1949) è un artista, pittore e scultore italiano.

## Biografia
Formatosi da autodidatta, dopo gli esordi in ambito concettuale, è approdato alla figurazione, diventando uno dei principali esponenti del nucleo storico della Transavanguardia italiana tematizzato da Achille Bonito Oliva. Nelle opere su tela, accompagnate da numerosi disegni e spesso presentate da testi poetici scritti dall'artista stesso, si riappropria con sguardo visionario del mito, della storia dell'arte e della letteratura (Cani con lingua a spasso, 1980, Eroe senza testa, 1981 e Sia per mare che per terra, 1980), dando vita a composizioni di grande intensità simbolica, nelle quali spesso il mondo è rappresentato come campo di battaglia tra due principi opposti.
Dopo le grandi composizioni con l'uso del carboncino e del collage, ha sperimentato l'utilizzo di diversi materiali, tra i quali, la terra, il legno bruciato, i tubi al neon e il ferro (nella serie Vitebsk-Harar dedicata ad Arthur Rimbaud e Kazimir Severinovič Malevič), abbracciando nel contempo un uso quasi caravaggesco della luce, che gli ha consentito effetti di profondità spaziale.
Nel 1986 ha risposto alla chiamata del gallerista napoletano Lucio Amelio che, in seguito al terremoto dell'Irpinia del 1980, aveva chiesto ai maggiori artisti contemporanei dell'epoca di realizzare un'opera che avesse come tema il terremoto, da inserire nella collezione Terrae Motus. La sua opera Senza titolo è costituita da quattro pannelli di ferro invecchiati e arrugginiti, che rimandano alla violenza dell'usura del tempo, al centro dei quali campeggia un tondo con un vascello, immagine simbolica cara all'artista. Ha realizzato anche alcune sculture e la decorazione della cappella di Monte Tamaro, presso Lugano (1992-94, architetto Mario Botta).
Nel 2016 ha collaborato al progetto della chiesa di San Giacomo Apostolo a Ferrara, aperta nel 2021, dove è collocato un ciclo di opere in ceramica nera raffigurante episodi biblici.

## Enzo Cucchi nei musei

### Musei in Italia
- Centro per l'Arte contemporanea Luigi Pecci di Prato
- Galleria nazionale d'arte moderna e contemporanea di Roma
- Museo nazionale di Capodimonte di Napoli
- Collezione Terrae Motus della Reggia di Caserta

### Musei all'estero
- Art Institute di Chicago
- Galleria Nazionale San Marino
- Museum of Modern Art di New York
- Tate Gallery di Londra
- Centro Georges Pompidou di Parigi
- Museo Guggenheim Bilbao[8]
- Museo Cantonale d'Arte di Lugano
- Museo del Louvre di Parigi

## Film
- Tra il 2000 e il 2007 il regista tedesco Georg Brintrup ha girato il film Enzo Cucchi[9], produzione Lichtspiel Entertainment, regia di Georg Brintrup[10]